# Campionati europei di atletica leggera 2014 - Getto del peso femminile

## Podio
| Pos.    | Atleta              | Nazionalità | Misura  |
| ------- | ------------------- | ----------- | ------- |
| Oro     | Christina Schwanitz | Germania    | 19,90 m |
| Argento | Evgenija Kolodko    | Russia      | 19,39 m |
| Bronzo  | Anita Márton        | Ungheria    | 19,04 m |

## Record
Prima di questa competizione, il record del mondo (RM), il record europeo (EU) ed il record dei campionati (RC) sono i seguenti:
| Record                | Prestazione | Atleta                               | Data                                  | Competizione                                |
| --------------------- | ----------- | ------------------------------------ | ------------------------------------- | ------------------------------------------- |
| Record mondiale       | 22,63 m     | Natal'ja Lisovskaja Unione Sovietica | 7 giugno 1987 Mosca, Unione Sovietica |                                             |
| Record europeo        | 22,63 m     | Natal'ja Lisovskaja Unione Sovietica | 7 giugno 1987 Mosca, Unione Sovietica |                                             |
| Record dei campionati | 21,69 m     | Vita Pavlyš Ucraina                  | 20 agosto 1998 Budapest, Ungheria     | Campionati europei di atletica leggera 1998 |

## Programma
| Data           | Ora   | Turno          |
| -------------- | ----- | -------------- |
| 15 agosto 2014 | 10:04 | Qualificazioni |
| 17 agosto 2014 | 15:00 | Finale         |

## Risultati

### Qualificazioni
Qualificazione: Accedono alla finale le atlete che ottengono la misura di 17,50 m o le prime 12 migliori misure.
| Pos. | Gruppo | Atleta               | 1ª prova | 2ª prova | 3ª prova | Risultato | Note |
| ---- | ------ | -------------------- | -------- | -------- | -------- | --------- | ---- |
| 1    | A      | Christina Schwanitz  | 19,35 m  |          |          | 19,35 m   | Q    |
| 2    | A      | Evgenija Kolodko     | 18,32 m  |          |          | 18,32 m   | Q    |
| 3    | A      | Alëna Dubickaja      | 17,39 m  | x        | 18,07 m  | 18,07 m   | Q    |
| 4    | A      | Alena Kopec          | 17,63 m  |          |          | 17,63 m   | Q    |
| 5    | A      | Irina Tarasova       | 17,55 m  |          |          | 17,55 m   | Q    |
| 6    | A      | Anita Márton         | 17,09 m  | 17,28 m  | 17,36 m  | 17,36 m   | q    |
| 7    | A      | Julija Leancjuk      | 17,35 m  | x        | -        | 17,35 m   | q    |
| 8    | A      | Ol'ha Holodna        | 17,32 m  | 16,84 m  | 17,11 m  | 17,32 m   | q    |
| 9    | A      | Radoslava Mavrodieva | 17,18 m  | 16,77 m  | 16,96 m  | 17,18 m   | q    |
| 10   | A      | Lena Urbaniak        | 16,88 m  | x        | 17,17 m  | 17,17 m   | q    |
| 11   | A      | Chiara Rosa          | 16,23 m  | 16,49 m  | 16,76 m  | 16,76 m   | q    |
| 12   | A      | Melissa Boekelman    | 16,39 m  | 16,37 m  | 16,66 m  | 16,66 m   | q    |
| 13   | A      | Valentina Mužarić    | 16,27 m  | x        | x        | 16,27 m   |      |
| 14   | A      | Úrsula Ruiz          | 15,79 m  | 15,70 m  | 15,75 m  | 15,79 m   |      |
| 15   | A      | Kätlin Piirimäe      | 15,46 m  | x        | 15,66 m  | 15,66 m   |      |
| 16   | A      | Frida Åkerström      | x        | 14,98 m  | x        | 14,98 m   |      |

Legenda:
- x = Lancio nullo;
- - = Passa il turno;
- Q = Qualificato direttamente;
- q = Ripescato;
- NM = Nessun lancio valido;
- DNS = Non è sceso in pedana.

### Finale
La finale si è svolta a partire dalle 15:00 del 17 agosto 2014 ed è terminata dopo un'ora e quindici minuti.
| Pos.    | Atleta               | Nazionalità | 1ª prova | 2ª prova | 3ª prova | 4ª prova | 5ª prova | 6ª prova | Misura  | Note                                     |
| ------- | -------------------- | ----------- | -------- | -------- | -------- | -------- | -------- | -------- | ------- | ---------------------------------------- |
| Oro     | Christina Schwanitz  | Germania    | 18,87 m  | 19,90 m  | 19,66 m  | 19,79 m  | 19,60 m  | x        | 19,90 m |                                          |
| Argento | Evgenija Kolodko     | Russia      | 18,39 m  | 18,46 m  | 19,09 m  | 18,92 m  | 18,95 m  | 19,39 m  | 19,39 m | Miglior prestazione personale stagionale |
| Bronzo  | Anita Márton         | Ungheria    | 17,47 m  | 18,53 m  | 18,11 m  | 19,04 m  | 18,00 m  | 18,46 m  | 19,04 m | Record nazionale                         |
| 4       | Julija Leancjuk      | Bielorussia | 17,60 m  | 17,86 m  | 18,68 m  | 18,64 m  | 18,13 m  | 18,34 m  | 18,68 m |                                          |
| 5       | Chiara Rosa          | Italia      | 17,59 m  | 18,10 m  | 17,65 m  | 17,48 m  | x        | -        | 18,10 m |                                          |
| 6       | Irina Tarasova       | Russia      | x        | 17,50 m  | 18,05 m  | x        | x        | x        | 18,05 m |                                          |
| 7       | Alëna Dubickaja      | Bielorussia | x        | x        | 17,71 m  | x        | 17,95 m  | 17,93 m  | 17,95 m |                                          |
| 8       | Lena Urbaniak        | Germania    | 17,56 m  | 17,77 m  | x        | 17,37 m  | x        | x        | 17,77 m |                                          |
| 9       | Alena Kopec          | Bielorussia | 17,65 m  | x        | 17,65 m  |          |          |          | 17,65 m |                                          |
| 10      | Melissa Boekelman    | Paesi Bassi | x        | 17,09 m  | 17,23 m  |          |          |          | 17,23 m |                                          |
| 11      | Ol'ha Holodna        | Ucraina     | x        | 17,08 m  | x        |          |          |          | 17,08 m |                                          |
| 12      | Radoslava Mavrodieva | Bulgaria    | 16,75 m  | 16,98 m  | x        |          |          |          | 16,98 m |                                          |

Legenda:
- x = Lancio nullo;
- - = Passa il turno;
- NM = Nessun lancio valido;
- DNS = Non è sceso in pedana.